# Sophrosyne hispana
Sophrosyne hispana is een vlokreeftensoort uit de familie van de Sophrosynidae. De wetenschappelijke naam van de soort is voor het eerst geldig gepubliceerd in 1888 door Chevreux.